# Angioletta delle Rive

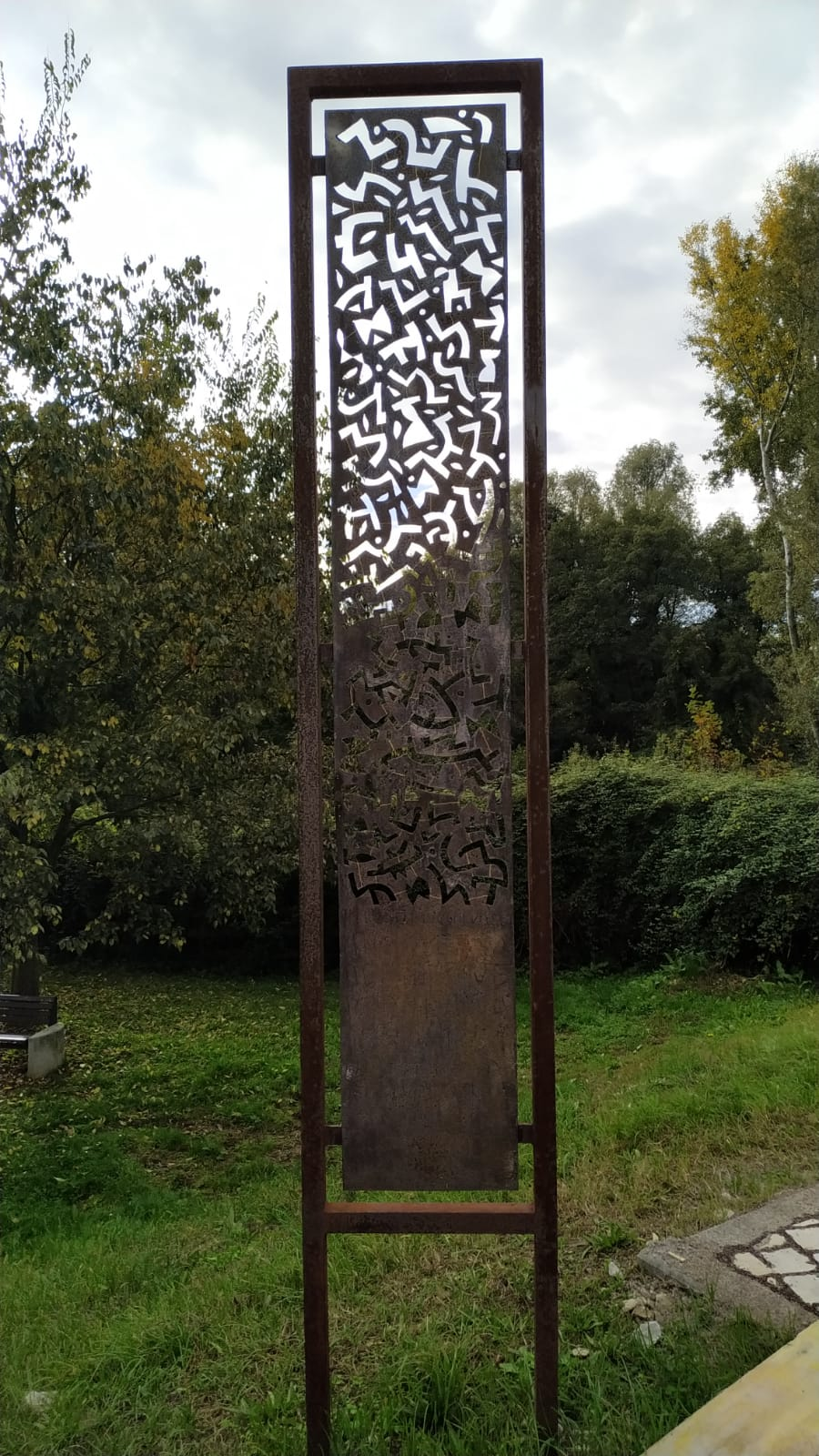
Monumento eretto alla memoria di Angioletta delle Rive in Vicolo del Molino, Pordenone.

Angioletta delle Rive (Pordenone, ca. 1580 – Udine, 4 gennaio 1651) fu una popolana pordenonese processata dall'Inquisizione per stregoneria nel XVII secolo.

## La vita
Angioletta delle Rive nacque in provincia di Pordenone alla fine del XVI secolo, figlia di Betta de Serafin e Pelegrino Valbescia da Cenneda, commercianti di tessuti. Vedova del pescatore Jacomo del Gniutto, detto "delle Rive" per il luogo di residenza, visse con la figlia Giustina delle Rive in condizioni di marginalità nella campagna al di fuori dalla città.
Per garantire la sua sopravvivenza e quella della figlia, Angioletta svolgeva diverse attività in giro per la città, anche presso famiglie di ceto superiore al suo, oltre a chiedere l'elemosina. Queste attività, nonostante la sua situazione di marginalità sociale, le valsero la stima di alcune di queste persone, ma anche l'antipatia di altre con cui aveva avuto dissapori. A questi lavori di fortuna si aggiunse l'attività di guaritrice, nella quale Angioletta univa pratiche derivanti dalla cultura agreste a rimedi naturali o casalinghi e formule e gesti permutati dalla ritualità cristiana.

## Il processo

### La denuncia e l'arresto
Angioletta delle Rive fu arrestata per la prima volta insieme alla figlia il giorno 24 febbraio del 1650 in seguito all'accusa del cavaliere pretorio Francesco Gallera al provveditore di Pordenone. L'accusa consisteva nell'aver lanciato un maleficio alla moglie del Gallera, che la donna avrebbe avuto in cura. Com'è tipico delle società moderne, l'esortazione alla delazione e il gossip fungevano da metodo per segnalare anomalie di comportamenti o possibili atti criminosi all'interno della società. Così fu anche per il caso di Angioletta delle Rive: in seguito alla denuncia del cavaliere pretorio, si levarono più voci che misero in dubbio le attività e i comportamenti della donna, legate sia al suo lavoro sia alla sua vita privata.
Il secondo arresto avvenne in seguito alla decisione della seduta plenaria dell'Inquisizione, riunita a Portogruaro il 3 settembre, di istruire un processo informativo a carico delle due donne. Il 6 settembre Angioletta e Giustina furono arrestate e la loro casa perquisita.

### Gli interrogatori
L'inquisitore incaricato fu il cardinale Giulio Missini, inquisitore generale di Aquileia e Concordia, già conosciuto nel contesto friulano per la sua attività. Questi iniziò il processo alle accusate interrogando trentasei testimoni a Pordenone durante il mese di settembre, per poi fare ritorno alla sede del tribunale dell'Inquisizione di Udine, portando con sé Angioletta e Giustina delle Rive. Gli interrogatori alle donne ebbero luogo dal 22 settembre al 7 ottobre presso la chiesa della scuola del Santissimo Crocefisso.
Nei suoi interrogatori, Angioletta delle Rive difese le sue attività spiegando le conoscenze mediche nei dettagli, sostenendo di agire con intenti caritatevoli e di rivolgere le preghiere a Dio in quanto buona cristiana affinché l'aiutasse nell'assistenza ai malati. La donna per questo era già stata ammonita precedentemente dal sacerdote presso cui si confessava, ma in sede di processo l'inquisitore usò questo aspetto delle attività di Angioletta per incalzarla sostenendo l'accusa. Angioletta cercò di convincere l'inquisitore delle buone intenzioni dei suoi trattamenti, spiegandoli anche nel dettaglio.
Una volta interrogate le donne, l'inquisitore, auspicando una rapida chiusura del processo, affidò il compito di allargare la ricerca di notizie al vicario foraneo di Pordenone, monsignor Francesco Savini, il quale interrogò altri undici testimoni. Nel frattempo ad Angioletta e Giustina venne data la possibilità di presentare un'ultima volta le proprie difese, assistite dall'avvocato dei poveri Giuseppe Beltrame.

### I testimoni
Molti testimoni furono ascoltati durante il processo, sia popolani sia membri del clero e anche un medico, tutti pordenonesi, eccezion fatta per Francesco Gallera e la moglie. 
Il ceto medio fu il gruppo di testimoni con cui Angioletta ebbe più a che fare durante la sua vita, per via dei mestieri occasionali che svolgeva per loro. Alcuni di questi testimoni riportarono fatti avvenuti anche diversi anni addietro; fatti che loro ora riconducevano a una possibile natura malvagia della popolana e della figlia. Poteva trattarsi di un disguido, di un contatto momentaneo, di uno scambio di sguardi o della constatazione di un comportamento ritenuto anomalo.
Il clero si mostrò diviso nelle opinioni sulla presunta strega: da un lato i membri più preparati tendevano a non fomentare l'idea alla base dell'accusa, mentre i sacerdoti di estrazione popolare si mostravano più coinvolti nelle preoccupazioni sollevate dai loro parrocchiani.
Infine, il medico chiamato a testimoniare, Giovanni Pomo, dottore in filosofia e medicina, si pose come una voce fuori dal coro, affermando che non aveva assistito a molti casi di maleficio, mostrando come lo ritenesse un evento molto meno frequente di quel che sembrava e per questo poco probabile. Nella deposizione del medico e filosofo si può intravedere quella che sarà poi la tendenza settecentesca delle classi più istruite ad abbandonare le credenze popolari legate alla stregoneria.

## La morte
La morte in carcere di Angioletta delle Rive sopraggiunse prima di una conclusione effettiva del processo a causa di un attacco di colite e, probabilmente, della durezza dell'ambiente carcerario del tempo. Mercoledì 4 gennaio 1651 la morte della popolana venne registrata dal cancelliere del Sant'Uffizio. 
In seguito, l'avvocato predispose la difesa per la figlia, ancora trattenuta, che il 14 febbraio ottenne l'ammonizione caritatevole dal cardinale Missini e fu scarcerata, promettendo di «vivere da buona christiana, non medicare, né segnare come faceva mia madre».

## Influenza culturale
Per ricordare le ingiustizie subite da Angioletta delle Rive nell'anno 2009 viene eretto un monumento in suo onore a Pordenone. L'artista è Gianni Pignat. Presso il monumento sono stati organizzati più eventi in occasione della Giornata internazionale della Donna.